# Harare (stacja kolejowa)
Harare – stacja kolejowa w Harare, w Zimbabwe. Jest największą stacją kolejową w kraju. Znajdują się tu 2 perony.